# Tjeckoslovakien i olympiska vinterspelen 1992
Tjeckoslovakien deltog med 74 deltagare vid de olympiska vinterspelen 1992 i Albertville. Totalt vann de tre bronsmedaljer.

## Medaljer

### Brons
- František Jež, Tomáš Goder, Jaroslav Sakala och Jiří Parma - Backhoppning, lagtävling.
- Petr Barna - Konståkning.
- Patrik Augusta, Petr Bříza, Jaromír Dragan, Leo Gudas, Miloslav Hořava, Petr Hrbek, Otakar Janecký, Tomáš Jelínek, Drahomír Kadlec, Kamil Kašťák, Robert Lang, Igor Liba, Ladislav Lubina, František Procházka, Petr Rosol, Bedřich Ščerban, Jiří Šlégr, Richard Šmehlík, Róbert Švehla, Oldřich Svoboda, Radek Ťoupal, Peter Veselovský och Richard Žemlička - Ishockey.